# 鏡面の彗星 (春奈るなの曲)
「鏡面の彗星」（きょうめんのすいせい）は、春奈るなの6番目の配信限定シングル。2024年7月31日にHS Recordから各種配信サイトに配信された。

## 概要
2023年9月に（株）HIGHWAY STARとの業務提携を発表した歌手の春奈るなが、（株）Earkthによるレーベル事業・HS Recordより、新曲「鏡面の彗星」を配信限定シングルとして配信した。販売形態は電子配信のみである。
春奈るなの2年3か月ぶりとなる新曲であり、GAME「Disney Twisted Wonderland」、TVアニメ「マギア・レコード 魔法少女まどか☆マギカ外伝」、「ディバインゲート」等の劇伴音楽やアーティストへの楽曲提供で知られる尾澤拓実とタッグを組んだ楽曲で、作詞：尾澤拓実、春奈るな / 作曲・編曲：尾澤拓実による3部作の第1弾であり、 理想と現実の狭間に打ち拉がれ、劣等感や失望感に苛まれたとしても、彗星のように鋭く尖り輝きたいという思いを込めたアッパーな楽曲になっている。
春奈るなのコメント
「太陽のように自ら燦々と輝く事はなくても、不純物を纏う氷が煌めく彗星のようになら輝けるかも。」そんな思いを尾澤さんと共に歌詞に込めました。2年ぶりのリリースとなるシングル”鏡面の彗星”。聴いてくださるあなたの心に届くよう歌いました。是非受け取ってください！
尾澤拓実のコメント
「鏡面の彗星」の初披露がライブだったこともあり、アッパーな曲でガンガン攻めていく春奈るなが見てみたい！という思いで作った楽曲です。そんなアッパーなサウンドの中に感じるメロウさのある歌声、絶望のような希望を表した詞の世界。るなちゃんの魅力がたくさん詰まっています。ぜひ繰り返し聴いて楽しんでいただき、ライブでは”ラッタッター”の部分を一緒に歌って盛り上がってもらえたら嬉しいです！

## 収録曲
| #         | タイトル       | 作詞               | 作曲・編曲 | 時間 |
| --------- | -------------- | ------------------ | ---------- | ---- |
| 1.        | 「鏡面の彗星」 | 尾澤拓実、春奈るな | 尾澤拓実   | 3:16 |
| 合計時間: | 合計時間:      | 合計時間:          | 合計時間:  | 3:16 |